# Sinosat 3
Sinosat 3 – chiński geostacjonarny (południk 125°E) satelita telekomunikacyjny. Ma częściowo wypełnić lukę w usługach spowodowaną niepowodzeniem misji satelity Sinosat 2, w październiku 2006.
Sinosat 3 ma pracować około 8 lat i dostarczać do wschodnioazjatyckich gospodarstw domowych sygnały telewizyjne i radiowe. Sygnał z satelity będzie można odbierać już za pomocą anteny parabolicznej o średnicy 40 cm.
Jego konstrukcja oparta jest, najpewniej, o platformę DFH-3. Wyposażony jest w 24 transpondery pasm C i Ku. Posiada stabilizację trójosiową.